# THE ARAKURE 1st.CD
『THE ARAKURE Ⅰ』（ザ・アラクレ ワン）は、THE ARAKUREが2020年4月8日にリリースしたアルバムである。

## 解説
本来は、アルバムの発売日と同日に行われるツアーの物販で販売される予定だったが、新型コロナウイルス感染の影響でツアーが中止となりオンラインショップのみの販売となった。

## 収録曲
| 全編曲: THE ARAKURE。 |                                |          |          |
| #                     | タイトル                       | 作詞     | 作曲     |
| 1.                    | 「BURN YOUR SOUL」             | 二井原実 | 米川英之 |
| 2.                    | 「EARTHQUAKE」                 |          | 永井敏己 |
| 3.                    | 「MAKE SOME NOISE」(魂焦がせ!) | 二井原実 | 米川英之 |
| 4.                    | 「SHALLOW LIFE」               | 永井敏己 | 永井敏己 |
| 5.                    | 「EARTHQUAKE」                 |          | 永井敏己 |